# Celonoptera mirificaria
Celonoptera mirificaria is een vlinder uit de familie spanners (Geometridae). De wetenschappelijke naam is voor het eerst geldig gepubliceerd in 1862 door Lederer.
De soort komt voor in Europa.